# Rhinosolea microlepidota
Rhinosolea microlepidota är en fiskart som beskrevs av Fowler, 1946. Rhinosolea microlepidota ingår i släktet Rhinosolea och familjen tungefiskar. Inga underarter finns listade i Catalogue of Life.